# Javier Pineda Olcay
Javier Nicolás Pineda Olcay es un abogado, académico y activista chileno, especializado en derechos laborales y derechos humanos.
Ha participado en diversos espacios sociales y políticos vinculados a la promoción de los derechos de los trabajadores y a la democratización institucional. En 2025 fue nombrado director general del medio digital El Ciudadano.
Pineda ha sido galardonado por la calidad de sus ensayos universitarios, destacando su actuación en el Concurso de Nacional Ensayos Universitarios, Ideas Para El Futuro, organizada por CAF - Banco de Desarrollo de América Latina y el Caribe y el Banco Central de Chile en octubre de 2020.

## Formación académica
Pineda es licenciado en Ciencias Jurídicas y Sociales por la Universidad de Chile. Ha cursado estudios de posgrado en Relaciones Internacionales en el Instituto de Estudios Internacionales de la misma universidad, además de un máster en Políticas de Comunicación en la Universidad Complutense de Madrid.
Realizó especializaciones en justicia constitucional en España, derechos humanos en CLACSO, derecho internacional en la Academia de La Haya, y políticas públicas de juventud en la Universidad Nacional Autónoma de México (UNAM).

## Trayectoria profesional
En el ámbito laboral, ha representado a más de un centenar de sindicatos en distintas instancias judiciales y administrativas, y ha participado en numerosos procesos de negociación colectiva. Es fundador y director de la «Defensoría Popular de las y los Trabajadores», organización que presta asesoría legal y formación sindical a trabajadores en todo el país.
También fundó la «Corporación de Derechos Humanos 4 de Agosto», dedicada a la defensa de estudiantes y comunidades afectadas que puedan verse afectada por la vulneración de derechos fundamentales.
Ha ejercido como asesor legislativo de la senadora Fabiola Campillai y como asesor técnico de convencionales constituyentes en el proceso constitucional chileno de 2021–2022, donde, habiendo postulado fallidamente a un escaño, coordinó el grupo Movimientos Sociales Constituyentes en la Región Metropolitana. Durante ese periodo, colaboró en propuestas relacionadas con justicia ambiental, democracia económica y derechos colectivos.[cita requerida]